# Ray Mancini
Ray Mancini est un boxeur américain né le 4 mars 1961 à Youngstown, Ohio.

## Carrière
Passé professionnel en 1979, il devient champion d'Amérique du Nord NABF des poids légers en 1981 puis champion du monde WBA de la catégorie le 8 mai 1982 après sa victoire au premier round contre Arturo Frias. Mancini conserve son titre face à Ernesto Espana, Kim Duk-koo (qui tombera dans le coma quelques minutes après la fin de la rencontre et décédera quatre jours plus tard), Orlando Romero et Bobby Chacon avant de perdre contre Livingstone Bramble le 1er juin 1984. Battu lors du combat revanche puis contre Hector Camacho et Greg Haugen, il met un terme à sa carrière en 1992 sur un bilan de 29 victoires et 5 défaites.

## Distinction
- Ray Mancini est membre de l'International Boxing Hall of Fame depuis 2015.